# HD 74341
HD 74341，又名CP-57 1644，SAO 236179、HR 3455，是一颗恒星，视星等为6.34，位于銀經274.02，銀緯-9.53，其B1900.0坐标为赤經8h 38m 16.6s，赤緯-57° -9.53′ 20″。